# Греция на летних Олимпийских играх 1900
Греция на летних Олимпийских играх 1900 была представлена тремя спортсменом в двух видах спорта, которые не выиграли ни одной медали.

## Результаты соревнований

### Гольф
| Соревнование | Спортсмен           | Счёт | Место |
| ------------ | ------------------- | ---- | ----- |
| Мужчины      | Александрос Меркати | 246  | 11    |

### Лёгкая атлетика
| Соревнование  | Спортсмен                 | Финал     | Финал |
| Соревнование  | Спортсмен                 | Результат | Место |
| ------------- | ------------------------- | --------- | ----- |
| Толкание ядра | Панагиотис Параскевопулос | 11,52 м   | 5     |
| Толкание ядра | Сотириос Версис           | NM        | —     |
| Метание диска | Панагиотис Параскевопулос | 34,50 м   | 4     |